# Nella fossa dei leoni
Nella fossa dei leoni è il quattordicesimo album in studio del cantante pop italiano Riccardo Fogli, pubblicato nel 1994 dall'etichetta discografica EMI.
Il disco contiene dieci canzoni tra cui i singoli Storia di un'altra storia e Caroamoremio. La canzone Sigfrido è dedicata al figlio.

## Tracce
CD (EMI 829129 2)
1. Inverno – 5:29
2. Storia di un'altra storia – 4:26
3. Ombre sopra i muri – 5:29
4. Fango – 4:45
5. Cuore e lei – 5:50
6. Nella fossa dei leoni – 5:24 (Pietro Cantarelli e Riccardo Fogli)
7. Sigfrido – 4:38 (Mauro Paoluzzi e Riccardo Fogli)
8. Caroamoremio – 4:17
9. Amami Maria – 5:01 (Pietro Cantarelli, Riccardo Fogli)
10. Il tempo di cambiare – 5:24 (Pietro Cantarelli, Riccardo Fogli)

Durata totale: 50:43